# 론 새톤
론 새톤(Lon Satton, 1929년 1월 1일 ~ )은 영국의 배우, 텔레비전 배우이다.
필라델피아에서 태어났다.

## 영화
- 핑크 팬더 5 : 핑크 팬더의 복수 (1978년)
- 007 죽느냐 사느냐 (1973년) - 해롤드 스트루터 역
- 스텝토 부자 (1972년)
- 원 라이프 투 리브 (1968년)
- 포 러브 오브 아이비 (1968년)